# Кашина Рјацоло (Милано)
Кашина Рјацоло је насеље у Италији у округу Милано, региону Ломбардија.
Према процени из 2011. у насељу је живело 64 становника. Насеље се налази на надморској висини од 129 м.